# Floßländen in Augsburg

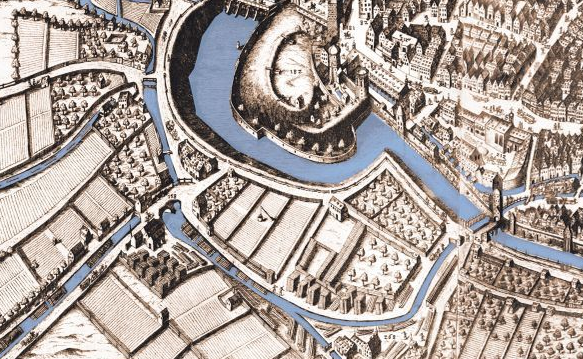
Floßlände mit Holzlagerplatz am Sparrenlech im Kilianplan von 1626

Es gab mehrere Floßländen in Augsburg, an denen Flöße be- und entladen sowie zerlegt wurden.

## Römische Floßländen
Schon zu Zeiten der Römer diente der Lech als Transportweg für allerhand Güter. Augusta Vindelicum, die Hauptstadt der römischen Provinz Raetia, war ein bedeutender Umschlagplatz mit mehreren Floßländen. Dies belegen unter anderem hölzerne Überreste einer römischen Anlegestelle, die man in den 1990er Jahren bei Ausgrabungsarbeiten in der nördlichen Jakobervorstadt fand.
Damals floss der Lech noch sehr nahe bei der Stadt. Über die Jahrhunderte verlagerte er sein Flussbett allerdings weiter nach Osten und die altertümlichen Anlegestellen mussten aufgegeben werden.

## Floßländen an Lechkanälen
Um das dringend benötigte Lechwasser wieder an Augsburg heranzuführen und nutzbar zu machen, baute die Stadt ein umfangreiches System aus Kanälen. Ein Stauwehr im Lech, der Hochablass, sorgte dafür, dass das Wasser ganzjährig die Augsburger Lechkanäle durchströmte. Dies führte im Mittelalter zur Entstehung des von Handwerksbetrieben geprägten Lechviertels. Auch Flöße konnten diese Kanäle befahren und ihre Güter bis in die Stadt hinein bringen. Dafür entstanden an verschiedenen Punkten im Lechviertel kleinere Anlegestellen.
Platzprobleme zwangen die Stadt später dazu, neue Anlegestellen außerhalb der Stadtbefestigung anzulegen. Dazu zählte die Lände am Sparrenlech zwischen dem Roten Tor und dem Schwibbogentor. Weitere Anlegestellen mit Lagerplatz entstanden am Proviantbach beim reichsstädtischen Proviantamt (später Bauhof) und am Kaufbach an der Straße nach Hochzoll bzw. Friedberg.

## Floßländen und Floßhafen direkt am Lech

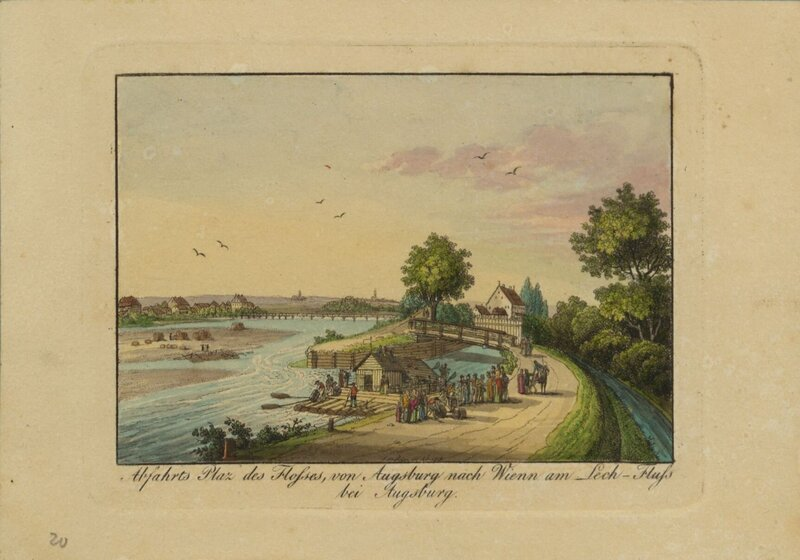
Augsburger Floßländeplatz für die „Ordinari-Fahrten“ nach Wien, kolorierter Druck von Franz Thomas Weber, um 1820

Zudem gab es Floßländen direkt am Lech. Eine für die Belieferung der Stadt Augsburg mit Holz und Waren wichtige Floßlände befand sich am westlichen Ufer kurz vor dem Hochablass. 1879 wurde diese von einer einfachen Anlegestelle zu einem Floßhafen ausgebaut. Das Hochablasswehr hatte eine Floßgasse, die es den Flößern erlaubte, den Höhenunterschied von mehreren Metern flussabwärts zu passieren. Flussabwärts des Hochablasses gab es eine weitere Floßlände, von der Fahrten zur Donau und weiter flussabwärts abgingen, etwa bis nach Wien. 
Seit 1762 gab es auch am Ostufer des Lechs bei Lechhausen eine Floßlände, die nicht für Augsburg, aber für Bayern relevant war. Sie diente bis 1806 als Umschlagpunkt für die gesamten bayerischen Holzlieferungen.
Nach dem verheerenden Lechhochwasser 1910 wurde 1911/1912 das große Wehr beim Hochablass neu errichtet. Dabei wurde 1912 mit bedeutenden Kosten auch ein neuer Floßhafen gebaut. Dieser wurde allerdings kaum noch genutzt, da die Zeit der Lechflößerei fast schon vorbei war. Als am 9. Juni 1914 der bayerische König Ludwig III. Augsburg besuchte, ließ sich der an technischen Themen sehr interessierte Herrscher auch den neuerrichteten Hochablass und den Floßhafen zeigen.

## Das Ende der Lechflößerei

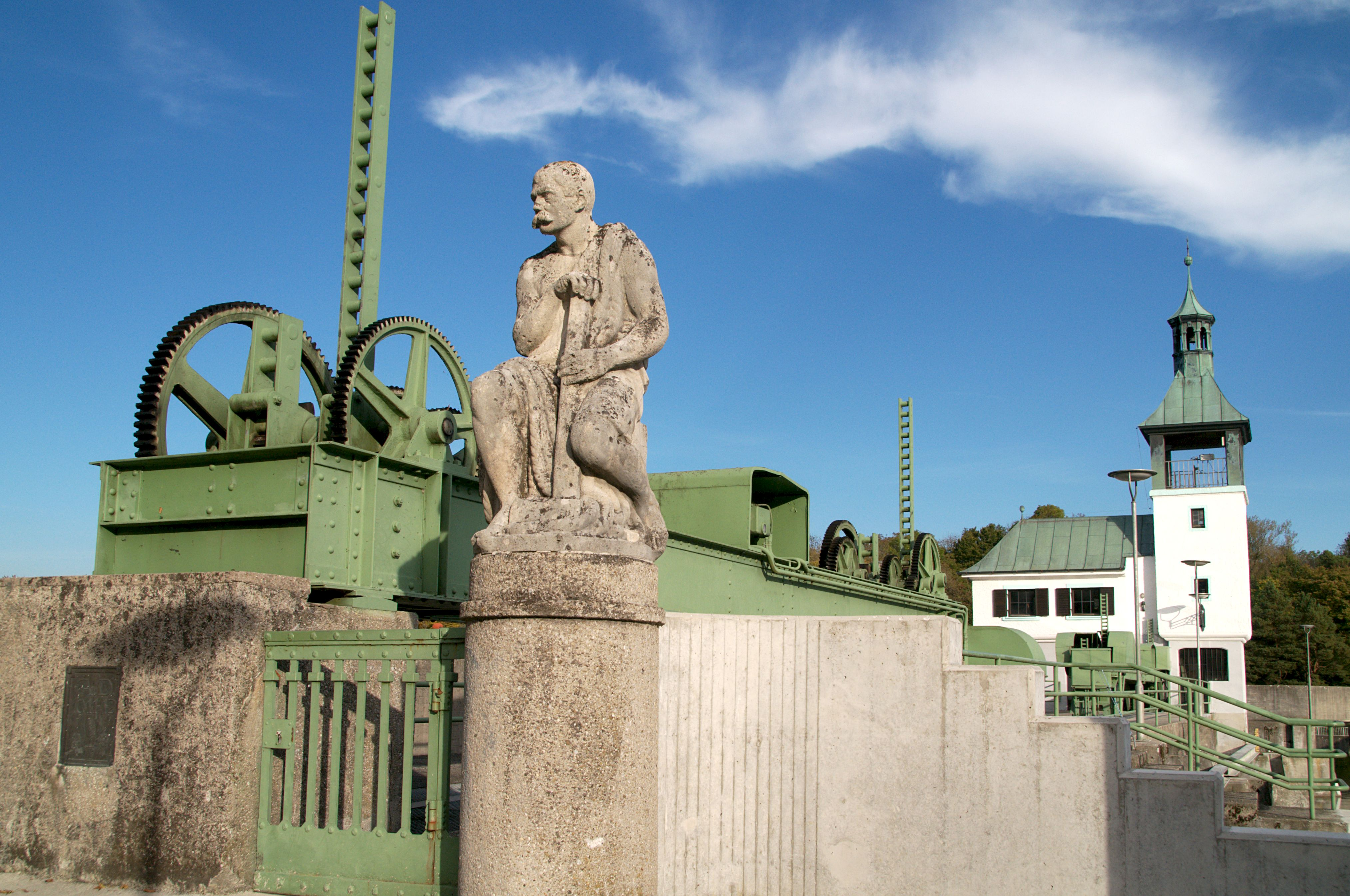
Statue eines Flößers am Hochablass

Mit dem Niedergang der Lechflößerei zu Beginn des 20. Jahrhunderts verschwanden schließlich auch die zugehörigen Anlegestellen. Die Statue eines Flößers am Hochablass erinnert noch an die lange Zeit für Augsburg so bedeutende Flößerei.
Um die Erinnerung an die Flößerei in Augsburg weiter wach zu halten, gab die Stadt dem Park am östlichen Lechufer in Lechhausen den Namen „Flößerpark“ und errichtete im Bereich der ehemaligen Anlegestelle 2021 eine Ausflugsgaststätte am Flussufer mit dem Namen „Floßlände“. Unweit davon entfernt befindet sich auch eine Wohnstraße, die seit 1973 den Namen „Zur Floßlände“ trägt.